# Mount Alexander Shire
Mount Alexander Shire is een Local Government Area (LGA) in Australië in de staat Victoria. Mount Alexander Shire telt 17.339 inwoners. De hoofdplaats is Castlemaine.